# Nupe
Nupe lub Tapa – grupa etniczna, która zamieszkuje głównie środkowy pas Nigerii, stany: Niger, Kwara, Kogi i Federalne Terytorium Stołeczne – Abudża. Nazwą Tapa posługuje się lud Joruba.  

## Demografia
Liczba populacji Nupe jest różna w zależności od statystyk, według jednej 1.435.000 ludzi, według innej 3,5 miliona. 94% Nupe jest muzułmanami, 5% to chrześcijanie (głównie anglikanie i protestanci) i 1% stanowią tradycyjne religie.